# Парк санаторію «Сокіл»
Парк санаторію «Сокіл» — парк-пам'ятка садово-паркового мистецтва місцевого значення, розташований на території медичного реабілітаційного центру «Сокіл» у місті Судак Судацької міськради. Створений відповідно до Постанови ВР АРК № 913-2/2000 від 16 лютого 2000 року.

## Опис
Землекористувачем є «Медичний реабілітаційний центр „Сокіл“», площа — 3,06 га. Парк розташований на території Медичного реабілітаційного центру «Сокіл» у місті Судак Судацької міськради.
Парк створений із метою охорони і збереження в природному стані унікального паркового комплексу, який поєднує на своїй території величезну (за масштабами, порівнянним із навколишнім ландшафтом) колекцію видів-інтродуцентів, що включають особливо рідкісні рослини, в тому числі, занесені до Червоної книги України та Червону книгу Республіки Крим.